# ادوارد الین وارن
ادوارد اَلین وارن (به انگلیسی: Edward Alyn Warren) بازیگر آمریکایی بود که ما بین سال‌های ۱۹۱۵ تا ۱۹۴۰ میلادی، در ۹۹ فیلم بازی کرد.
در برخی فیلم‌های دوران صامت، نامِ وی به صورت «فِرِد وارن» و «ای. اِی. وارن» آمده است.

## گزیدهٔ فیلم‌شناسی
- پنجه گربه (۱۹۳۴)
- تارزان بی‌باک (۱۹۳۳)
- پسر خدایان (۱۹۳۰)
- آبراهام لینکلن (۱۹۳۰)